# 리 차일드
리 차일드(Lee Child, 1954년 10월 29일 ~ )는 잭 리처 시리즈 (Jack Reacher series)로 세계적인 명성을 얻은 영국 출신의 크라임 소설가이다. 본명은 젬스 도버 그랜트 또는 짐 그랜트(Jim Grant)이며, 1954년 영국의 코번트리에서 태어났다. 리 차일드는 그의 '필명'이다.

## 프로필
영국의 셰필드대학교 법과대학을 졸업하였고, 1977년 맨체스터에 있는 그라나다 텔레비전 방송국에 입사했다. 이후 20년 동안 TV 방송국의 송출감독으로 일하였으나, 1995년 구조조정으로 해고를 당하면서 전업 작가의 삶을 살기 시작한다. 1997년 고독하고 터프한 영웅 잭 리처가 등장하는 첫 작품 《추적자》(Killing Floor)로 혜성같이 데뷔하였고, 이 책은 영미권 독자들의 열광 속에 큰 성공을 거두었으며, 이 책으로 앤서니 상(Anthony Award)과 배리 상(Barry Award)을 동시에 수상하기도 하였다. 그의 작품은 전 세계 40여개 나라에 소개되었다. 이후 거의 매년 잭 리처 시리즈를 꾸준히 출간하고 있다.

## 가족과 취미
부인 제인 그랜트(Jane Grant)와 함께 뉴욕에 거주하고 있다. 그의 공식 홈페이지에 따르면 리 차일드는 독서와 음악 감상, 그리고 뉴욕 양키스(New York Yankees)와 아스톤 빌라(Aston Villa), 올림피크 마르세이유(Olympique de Marseilles) 경기 관람을 즐긴다고 한다.

## 잭 리처 시리즈
이 시리즈의 주인공 잭 리처는 1960년 10월 29일 당시 서독의 베를린에서 태어났고, 1979년에 미국 육군사관학교에 들어가 1983년에 졸업한 후, 미국 육군에서 헌병 소위로 임관했다. 소령이던 1990년에 대위로 강등된 적이 있었고, 그 후 다시 소령으로 복귀하여 계속 복무하다가, 1997년 3월경에 헌병 소령으로 전역하고, 그 후 미국 전역을 방랑하는데, 그의 모험을 다룬 이야기가 잭 리처 시리즈이다. 

### 장편소설
1. Killing Floor (1997) - 한국어 번역: 《추적자》 (안재권 옮김, 랜덤하우스코리아, 2008, 절판된)
2. Die Trying (1998) - 한국어 번역: 《탈주자》 (안재권 옮김, 랜덤하우스코리아, 2009, 절판된)
3. Tripwire (1999)
4. Running Blind (known as The Visitor in the UK) (2000)
5. Echo Burning (2001)
6. Without Fail (2002)
7. Persuader (2003)
8. The Enemy (2004)
9. One Shot (2005) - 한국어 번역: 《원샷》 (안재권 옮김, 랜덤하우스코리아, 2010)
10. The Hard Way (2006) - 한국어 번역: 《하드웨이》 (전미영 옮김, 오픈하우스, 2012)
11. Bad Luck and Trouble (2007) - 한국어 번역: 《1030》 (정경호 옮김, 오픈하우스, 2014)
12. Nothing To Lose (2008)
13. Gone Tomorrow (2009) - 한국어 번역: 《사라진 내일》 (박슬라 옮김, 오픈하우스, 2010)
14. 61 Hours (Spring 2010) - 한국어 번역: 《61시간》 (박슬라 옮김, 오픈하우스, 2012)
15. Worth Dying For (Fall 2010) - 한국어 번역: 《악의사슬》 (정경호 옮김, 오픈하우스, 2013)
16. The Affair (2011) - 한국어 번역: 《어페어》 (정경호 옮김, 오픈하우스, 2013)
17. A Wanted Man (2012) - 한국어 번역: 《원티드맨》 (정경호 옮김, 오픈하우스, 2013)
18. Never Go Back (2013) - 한국어 번역: 《네버 고 백》 (정경호 옮김, 오픈하우스, 2014)
19. Personal (2014) - 한국어 번역: 《퍼스널》 (정경호 옮김, 오픈하우스, 2015)
20. Make Me (2015) - 한국어 번역: 《메이크 미》 (정경호 옮김, 오픈하우스, 2016)
21. Night School (2016) - 한국어 번역: 《나이트 스쿨》 (정경호 옮김, 오픈하우스, 2017)
22. The Midnight Line (2017) - 한국어 번역: 《웨스트포인트 2005》 (정경호 옮김, 오픈하우스, 2019)
23. Past Tense (2018) - 한국어 번역 : 《10호실》 (윤철희 옮김, 오픈하우스, 2021)
24. Blue Moon (2019)

### 단편집
1. No Middle Name (2017)